# Station Oberweimar
Station Oberweimar is een spoorwegstation in de Duitse plaats Oberweimar, een stadsdeel van Weimar. Het station werd in 1897 geopend aan de Weimar-Geraer Bahn.